# Ballers
Ballers es una serie de televisión estadounidense, creada por Stephen Levinson, y protagonizada por Dwayne Johnson como Spencer Strasmore, un jugador retirado de la NFL que comienza una carrera como asesor financiero de otros jugadores de la NFL. La serie comenzó a emitirse el 21 de junio de 2015 a través de la cadena HBO.
- Datos: Q4851619